# Auray
Auray (bretonisch An Alre) ist eine französische Gemeinde mit 14.417 Einwohnern (Stand 1. Januar 2022) im Département Morbihan in der Region Bretagne.

## Geographie
Die Stadt liegt an beiden Ufern des Auray (bretonisch Loc’h, ausgesprochen wie deutsch Loch), die Oberstadt am linken, das malerische Hafenviertel am rechten Ufer. Ab hier nimmt auch der Fluss den Namen Auray an. Die Bahnstrecke Savenay–Landerneau, von der hier die Zweigstrecken nach Quiberon und nach Pontivy abgehen, und die Route nationale 165, die Nantes mit Brest (Finistère) verbinden, führen über Auray. Das Gemeindegebiet gehört zum Regionalen Naturpark Golfe du Morbihan.

## Bevölkerungsentwicklung
| Jahr                       | 1962  | 1968  | 1975   | 1982  | 1990   | 1999   | 2011   | 2019   |
| Einwohner                  | 8.118 | 8.449 | 10.256 | 9.892 | 10.323 | 10.911 | 12.536 | 14.141 |
| Quellen: Cassini und INSEE |       |       |        |       |        |        |        |        |

## Sehenswürdigkeiten
Auray und der nahe gelegene Golf von Morbihan sind beliebte Touristenziele. Sehenswert im Ort ist auch die dreieckige Place de la République in der Oberstadt mit Fachwerkhäusern und dem 1882 erbauten Rathaus. Die Kirche Saint-Gildas (Monument historique) stammt aus dem Jahr 1641.

## Brauchtum
Der Pardon (Prozession) der heiligen Anna in der Nachbargemeinde Sainte-Anne-d’Auray am 26. Juli war noch in den 1970er Jahren der meistbesuchte der Bretagne (1977: 20.000 Pilger). Der Bauer Yves Nicolazic grub nach einer Heimsuchung am 26. Juli 1624 in einer Steinhalde neben einer Quelle und fand eine beschädigte Figur, die als die heilige Anna identifiziert wurde. Nachdem sich an diesem Ort Wunder an Wunder reihte, wurde er zum vielbesuchten Wallfahrtsort. Schon zuvor hatte der Ort Keranna (bretonisch: Haus der Anna) geheißen, was darauf schließen lässt, dass der Ort und die Quelle zuvor bereits in den Kult einer keltisch-heidnischen Religion einbezogen waren.
Im Stadtteil Plunéret diente der inzwischen zubetonierte Brunnen des St. Goustan, eines bekehrten Piraten, als Heiratsorakel: „Im Brunnen von St Goustan mußte die Nadel aus dem Brusttüchlein nahe dem Herzen schwimmen, um sichere Heiratsaussichten zu gewährleisten.“

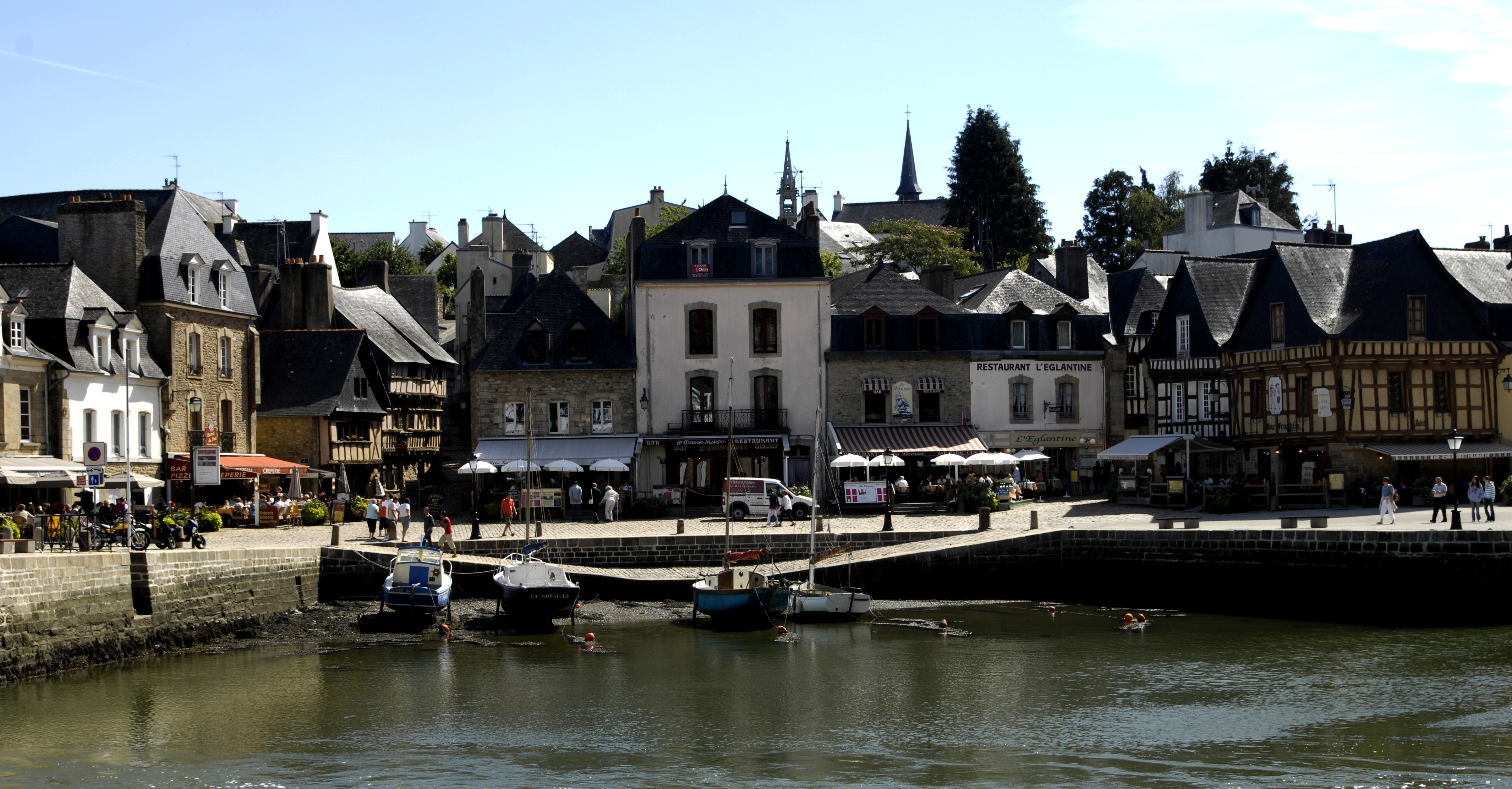
Auray, Blick über den Fluss zur Altstadt des Ortsteils St. Gorman
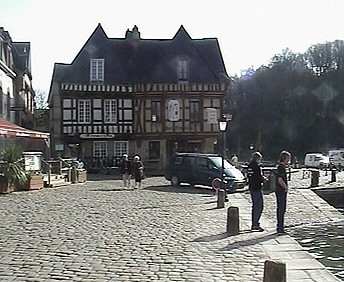
Szene am Wasser in der Altstadt von Auray
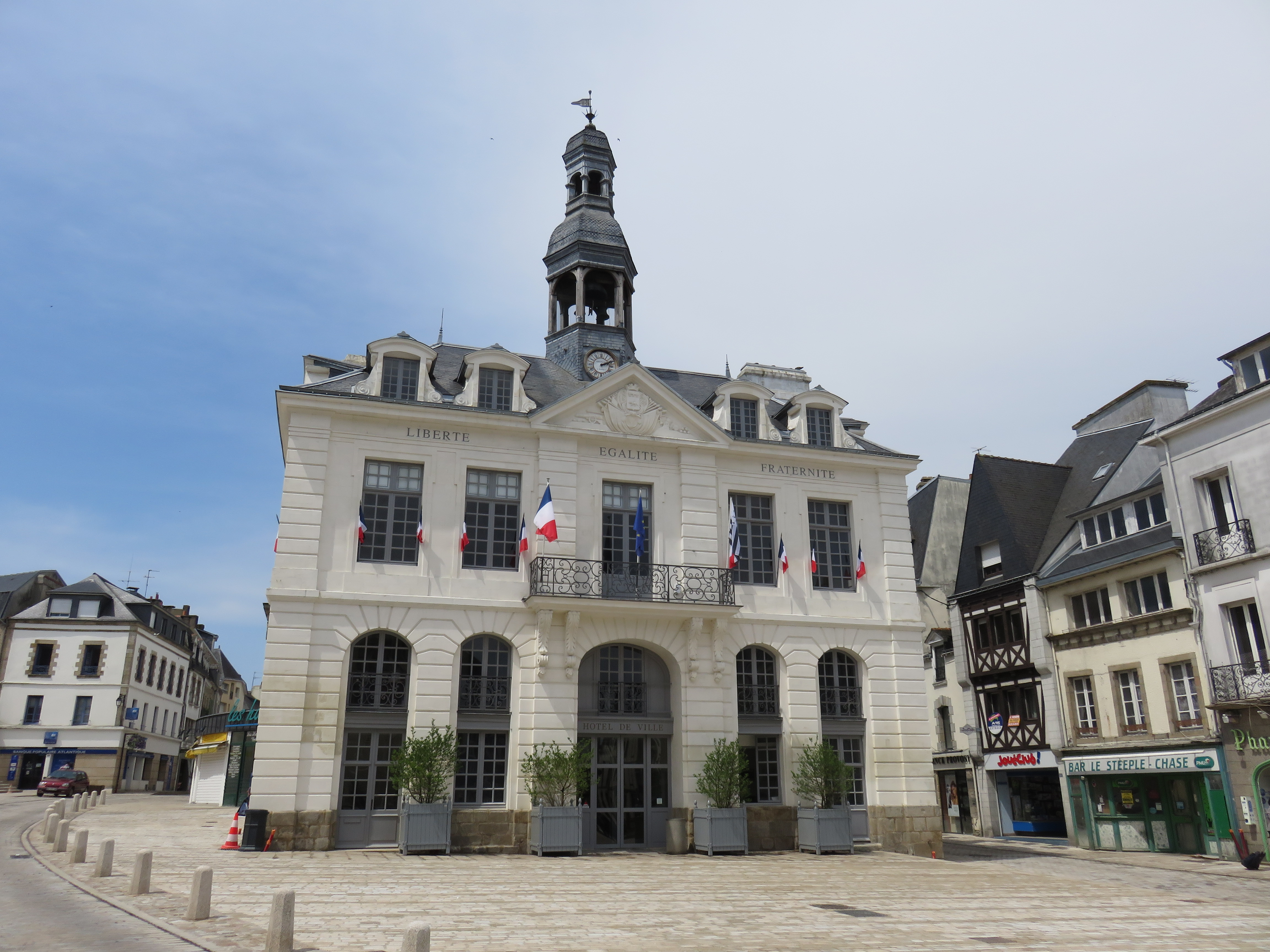
Rathaus (Hôtel de ville)

## Sport und Freizeit
- Seit 1975 findet im September zwischen Auray und Vannes der Volks- und Straßenlauf Auray – Vannes statt.
- Open Super 12 sind ein Tennisturnier für Kinder unter 12 Jahren, das seit 1988 jährlich im Februar durchgeführt wird.

## Verkehr
Auray liegt an der französischen Autobahn N165, zwischen Brest und Nantes angebunden. Über den Bahnhof des SNCF, nordwestlich des Stadtzentrums, lassen sich Paris-Montparnasse über Vannes und Rennes, sowie in Gegenrichtung Quimper über Lorient erreichen. Auray ist Umsteigepunkt für den Anschluss nach Quiberon und über viele Landstraßen gut an Orte in der Region angebunden.

## Gemeindepartnerschaft
Seit 1977 ist die deutsche Gemeinde Utting am Ammersee in Bayern Partnergemeinde von Auray.

## Persönlichkeiten
Auray ist der Geburtsort des Anthropologen Charles Letourneau (1831–1902), des Organisten, Komponisten und Musikpädagogen Auguste Le Guennant (1881–1972), des ehemaligen ernannten Weihbischofs in Rennes Ivan Brient (* 1972), des Dudelsackspielers Erwan Keravec (* 1974), des Dartspielers Thibault Tricole (* 1989) und der Snowboarderin Mirabelle Thovex (* 1991).